# Маушбах

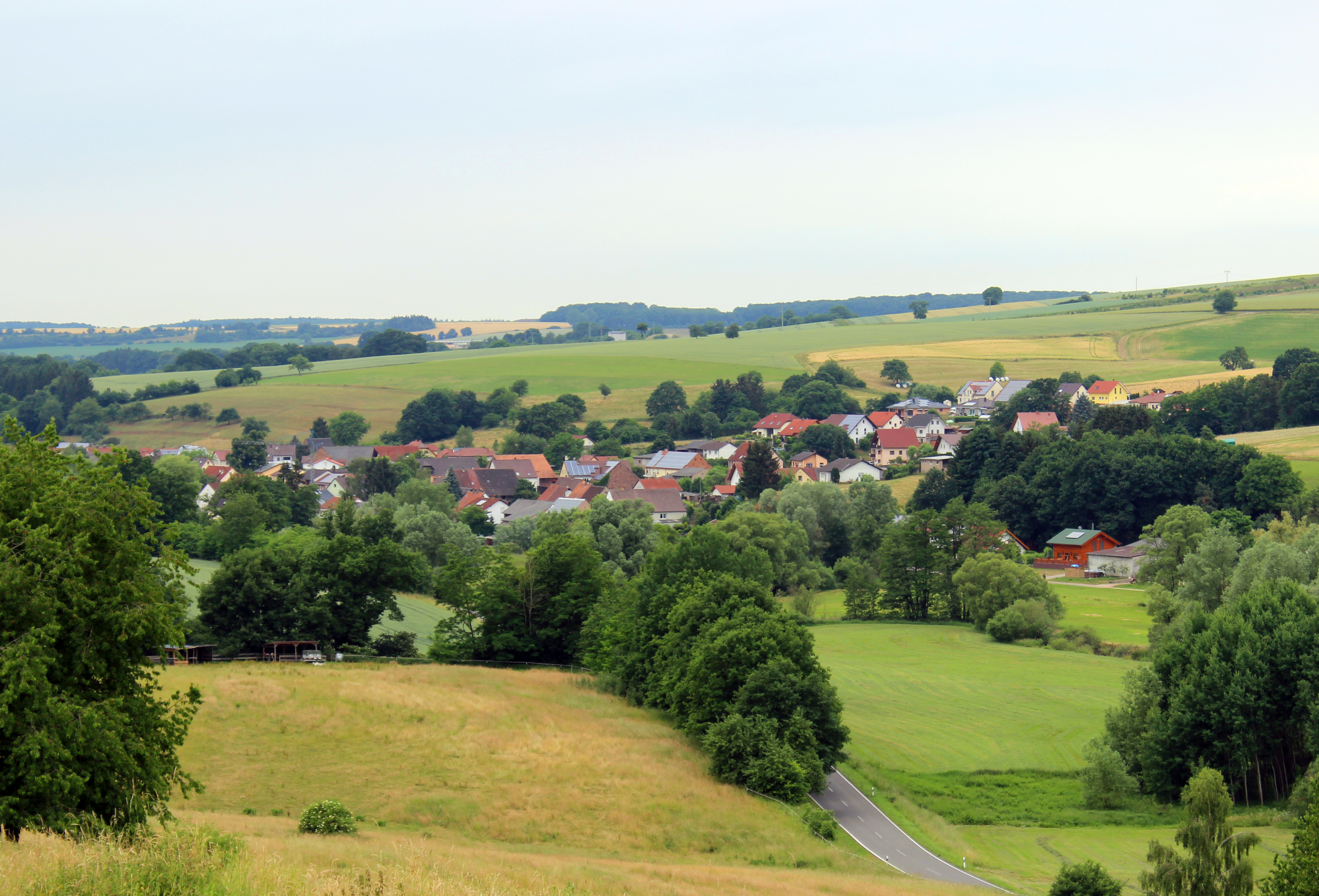
Маушбах

Ма́ушбах (нем. Mauschbach) — коммуна в Германии, в земле Рейнланд-Пфальц.
Входит в состав района Юго-западный Пфальц. Подчиняется управлению Цвайбрюккен-Ланд. Население составляет 292 человека (на 31 декабря 2010 года). Занимает площадь 4,45 км².